# Le Maître de thé
Le Maître de thé (本覚坊遺文, Honkakubō Ibun) est un roman historique de l'écrivain japonais Yasushi Inoue, paru en 1981. Même si elle est fictive, cette histoire très documentée se fonde sur des faits réels racontés de manière à donner un récit d'une authenticité plus que vraisemblable.
Le roman a été adapté au cinéma en 1989, sous le titre La Mort d'un maître de thé, par le réalisateur Kei Kumai.

## Résumé
Le moine Honkakubō, disciple du grand maître de thé Sen no Rikyū, narre, à travers un carnet de note assez semblable à un journal, son enquête sur les causes mystérieuses de la mort par seppuku (suicide) de son maître.

### Chapitre 1
Le moine Honkakubō rencontre Tōyōbō, un moine ami de Rikyū. Nous sommes en 1597, presque sept ans après le décès de ce dernier. Tout en prenant le thé, ils discutent des événements entourant la mort de Rikyū. La discussion est entrecoupée par l'évocation de souvenirs que Honkakubō avait notamment partagés avec son maître.

### Chapitre 2
Cette partie est chronologique et datée (à partir du début de 1603) à la façon d'un journal. Kōsetsusaï Okano, moine et ancien samouraï du clan Hojo, vient rendre visite à Honkakubō. Après s'être fait servir le thé, il demande à ce dernier d'étudier un manuscrit écrit par son propre maître de thé : Yamanoue Sōji, lui-même disciple de Rikyū au même titre qu'Honkakubō, et traitant des principes de la Voie du Thé.

## Adaptation cinématographique
- 1989 : La Mort d'un maître de thé (Sen no Rikyu: Honkakubô ibun), film japonais réalisé par Kei Kumai

## Éditions françaises
- Paris, Stock, coll. « Nouveau cabinet cosmopolite », 1995  (ISBN 2-234-04430-8)
- Paris, Stock, coll. « La bibliothèque cosmopolite », 1998  (ISBN 2-234-04922-9)
- Paris, LGF, coll. « Le Livre de poche. Biblio » no 3324, 2000  (ISBN 2-253-93324-4)
- Paris, Stock, coll. « La cosmopolite », 2003  (ISBN 2-234-05544-X)